# Gerenzano
Gerenzano (Gerenzàn in dialetto locale, AFI: [dʒerẽˈtsãː]) è un comune italiano di 10 902 abitanti della provincia di Varese in Lombardia. È situato a circa 25 km a sud-est del capoluogo al confine con le province di Milano e Como.

## Geografia fisica
Il comune di Gerenzano si trova nell'alta pianura lombarda lungo la strada che porta da Milano a Varese, a pochi chilometri da Saronno.

## Storia
(M.R. Sac. Antonio Banfi nel suo volume Prevosto di Gerenzano)
Da Giranzanum, nome romano di Gerenzano, passava la Via Mediolanum-Bilitio, che metteva in comunicazione Mediolanum (Milano) con Luganum (Lugano) passando da Baretium (Varese). Gerenzano seguì durante il Medioevo le vicende del contado del Seprio. La presenza di una chiesa è già attestata in un documento datato 2 aprile 712. La presenza di una chiesa dedicata a San Pietro è poi indicata in un atto di permuta stipulato nel marzo del 932, confermato alla fine del Duecento nel Liber notitiae sanctorum Mediolani.

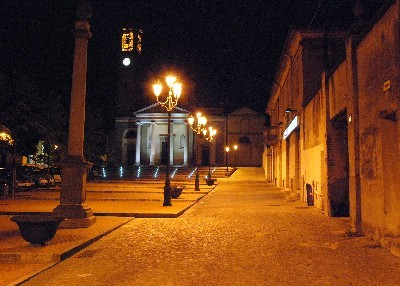
Piazza della chiesa S.S. Pietro e Paolo

A quell'epoca a Gerenzano vi erano sei chiese e forse anche una settima dedicata a sant'Ambrogio; una di queste, che sarà poi demolita e non più ricostruita, aveva una doppia dedicazione, a san Martino, il vescovo di Tours, e a san Brizio, il suo successore, mentre le altre erano dedicate a san Vittore, a san Paolo, a san Nazaro e a san Zenone; alla chiesa dedicata ai santi Pietro e Paolo, attuale parrocchia centrale del paese, rimane il titolo di "prepositurale".
Attraverso due pergamene, una del 1174 e l'altra del 1178, è possibile verificare che Gerenzano fu un feudo della potente abbazia benedettina di San Pietro in Ciel d'Oro di Pavia insieme a Uboldo e altri comuni limitrofi. Gerenzano era citata come curtis per cui lascia pensare che fosse un centro agricolo già nel Basso impero.
In verità esiste anche un'altra pergamena datata 713 e firmata dal re longobardo Liutprando che dichiarava la donazione di Gerenzano alla stessa abbazia, ma si tratta di un falso dell'XII secolo, uno dei cosiddetti "falsi liutprandini" ma conferma che in quel periodo il documento volesse confermare uno stato di fatto.
L'importanza della curtis di Gerenzano è data dalla pergamena del 1178 in cui si conferma che il tutore della sede benedettina fosse il monaco Giovanni de Villarasca che l'anno prima era stato abate di S. Pietro in Ciel d'Oro e, in quanto sostenitore della fazione filo-imperiale, dopo la pace di Venezia del 1177 venne degradato a semplice monaco ed esiliato a Gerenzano ma doveva comunque mantenere un certo prestigio.
Nei decenni successivi giunsero altre visite pastorali, che peraltro non segnalarono notevoli variazioni, se non nel 1687, quando in occasione della visita dell'arcivescovo cardinale Federico Visconti, si ha notizia dell'esistenza di un'altra chiesa, dedicata a san Giacomo apostolo. Edificata fuori dall'abitato, nei pressi della strada che collega Milano con Varese, secondo un dattiloscritto del 14 ottobre 1945, giacente presso la Soprintendenza per i Beni Storici Artistici ed Ambientali di Milano, sarebbe stata costruita nel 1512, su un edificio precedente del XIV secolo. Dedicata all'apostolo Giacomo, la chiesa tuttavia presenta, attraverso i suoi affreschi, una spiccata intonazione mariana; essa rappresenta un esempio di piccola chiesa di stile gotico ad aula unica, come tante ne sorsero in Lombardia dal XIV secolo in avanti, utilizzate come cappelle gentilizie.
Caratteristici il campanile, di stile romanico e quindi preesistente all'attuale chiesa, e la casa a due piani, una volta sede del cappellano e oggi abitazione privata, che è addossata all'edificio sacro.

### Simboli
Lo stemma e il gonfalone sono stati concessi con DPR del 22 novembre 1971.
Il gonfalone è un drappo partito di rosso e di giallo.

## Monumenti e luoghi d'interesse

### Aree naturali

#### Il fontanile di San Giacomo
A sud del paese si trova il fontanile di San Giacomo. Questo fenomeno naturale è particolarmente prezioso per il territorio comunale: l'acqua che sgorga dalla forte pressione della falda acquifera è infatti qualitativamente molto valida, ricca di calcare (200/300 mg al litro) che apporta notevoli vantaggi ai terreni circostanti rendendoli particolarmente fertili e proteggendoli dagli sbalzi di temperatura, mantenendola tra i 9 e i 12 °C durante tutto l'anno. 
Il fenomeno delle risorgive ha permesso lo sviluppo di un ambiente popolato da querce, pini cordati e robinie, detto il "Bosco della Girola" che si estende tra il territorio di Uboldo, Gerenzano e Saronno e presenta caratteristiche proprie dei boschi padani.
Il fontanile di San Giacomo è molto antico e lo testimonia un atto di locazione del 27 luglio 1386 dove un certo Andreolo Crivelli riceveva in affitto un terreno che fa riferimento alla Roggia della Girola. L'esistenza della roggia testimonia, quindi, la presenza del ruscello che era generato dal fontanile. La data coincide con quella dei grandi lavori monacali che nella zona erano destinati a creare le marcite e i fontanili.
La sorgente creava un corso d'acqua che collegava Gerenzano ad Uboldo e nello specifico la chiesa di San Giacomo di Gerenzano a San Cosma di Uboldo.
Attualmente il fontanile fa parte di un parco locale di interesse sovra-comunale. Durante gli anni '80 e '90, però, fu oggetto di un contenzioso fra le amministrazioni comunali, che cercavano di rimodulare il piano regolatore della zona per permetterne l'edificabilità industriale, ed un comitato cittadino molto attivo, il "Comitato Fontanella", che ne rivendicava il valore culturale e paesaggistico per salvaguardarlo. Fra gli altri, il professor Angelo Zoni fu uno dei più attivi promotori del comitato oltre che uno dei pochi studiosi in grado di definire un progetto di tutela che tenesse conto delle caratteristiche botaniche, storiche e culturali della zona del fontanile.

#### Il Parco degli Aironi

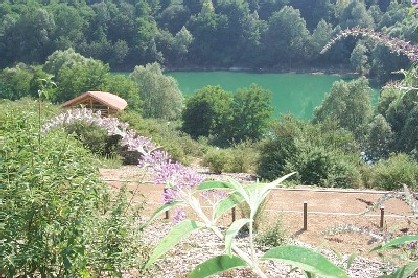
Veduta del Parco degli Aironi

A Gerenzano si trova anche un parco recintato di 45 ettari, ricavato da una ex discarica e dedicato allo svago e all'incontro con la natura. È popolato da conigli, volpi, ricci, cervi, daini e mufloni e da circa 14.500 essenze arboree piantate per ricreare un bosco naturale.
Il Parco degli Aironi è accessibile dalla Statale Varesina immettendosi in via Risorgimento in direzione Rescaldina; il parcheggio può ospitare 150 vetture e ospita un villino attrezzato per ristoro, uffici e servizi igienici dotati di docce per coloro che utilizzano il parco per l'attività fisica, favorita da un percorso vita. Il complesso è dotato anche di una terrazza dalla quale si può osservare il panorama, mentre un osservatorio attiguo al lago permette l'osservazione dei volatili. All'interno del parco sono presenti un'estesa area giochi per bambini e diversi campi da tennis, usufruibili tramite prenotazione contattando la direzione del parco stesso.

## Società

### Evoluzione demografica
Abitanti censiti

### Etnie e minoranze straniere
Secondo i dati ISTAT al 31 dicembre 2009 la popolazione straniera residente era di 801 persone. Le nazionalità maggiormente rappresentate in base alla loro percentuale sul totale della popolazione residente erano:
- Egitto 145 1,42%
- Marocco 141 1,38%
- Romania 121 1,19%

## Cultura

### Istruzione
A Gerenzano è presente una biblioteca, ubicata in via Manzoni assieme all'auditorium comunale. Nel comune sono inoltre presenti due scuole dell'infanzia (intitolate rispettivamente ad Aldo Moro e Carlo Berra), due scuole primarie (intitolate a papa Giovanni XXIII e G.P. Clerici) e una scuola secondaria di primo grado, intitolata allo scienziato italiano Enrico Fermi.

### Radio
A Gerenzano, nel 1977, nacque una delle prime radio cattoliche della provincia di Varese: Radio Tabor FM 89,000 MHz e 101,400 MHz. La stazione, sita in una casa coloniale in via San Giacomo 40, produceva molti programmi d'informazione locale. Cessò l'esistenza nel 1979, cedendo gli impianti alle nascenti Radio Punto di San Vittore Olona (89,000 MHz e 89,400 MHz, poi 88,150 MHz) e Radio Club Origgio (94,000 MHz e 101,400 MHz, poi 101,500 MHz). Successivamente, a Gerenzano operò anche Radio Arcobaleno, FM 100,500 MHz, stazione, tuttavia, dalla vita alquanto effimera.

### Eventi
Nel 2018, dopo oltre 30 anni dalla prima edizione, ritorna anche a Gerenzano il Palio delle contrade, i sei rioni, con i rispettivi colori rappresentativi sono: Burghett (giallo), Funtan (bianco), Giò Da Val (verde), Madunina (azzurro), San Giacum (arancio) e Tupìni (rosso). La prima edizione del Palio si è tenuta dal 8 al 16 Settembre 2018 e ha visto la vittoria del rione Burghett davanti a Tupìni e Funtan. L'edizione 2019 ha visto la riconferma del rione Burghett, che ha preceduto Funtan e Madunina, rispettivamente al secondo e al terzo posto.

## Infrastrutture e trasporti
Il comune di Gerenzano è servito dalla linea ferroviaria FN Saronno-Varese-Laveno Mombello tramite la stazione di Gerenzano-Turate, situata tra i comuni di Gerenzano e Turate (CO). Il comune è attraversato dalla SP233 Varesina. Sulla Via Varesina sono presenti quattro fermate della linea FNM Autotrasporti. Attualmente una pista ciclabile attraversa buona parte della Via Varesina, collegando Gerenzano a Saronno. Un'altra pista ciclabile parte dal centro del paese per arrivare nella zona del Parco degli Aironi. 

## Economia
Un tempo dedita all'agricoltura e in particolare all'estrazione della ghiaia, la popolazione di Gerenzano ha dato vita, negli ultimi decenni, a importanti iniziative artigianali nei settori tessile, della carpenteria, dei tessuti e dell'arredamento. Al confine con Saronno sorge un grande centro commerciale denominato "Bossi". Attualmente la zona commerciale adiacente a Saronno si è ulteriormente estesa, con la costruzione di diversi supermercati e ristoranti che ha permesso la riqualificazione dell'intera area.

## Amministrazione
Il Comune di Gerenzano fu abolito due volte: la prima in età napoleonica quando fu annesso a Turate e poi, dopo protesta, a Cislago, e la seconda in età fascista quando fu annesso a Saronno (1928-1950).

### Elenco dei sindaci di Gerenzano
| Periodo | Periodo   | Primo cittadino                  | Partito                         | Carica                  | Note           |
| ------- | --------- | -------------------------------- | ------------------------------- | ----------------------- | -------------- |
| 1863    | 1865      | Santino Rimoldi                  |                                 | Sindaco                 |                |
| 1865    | 1865      | Tomaso Leoni                     |                                 | Sindaco                 |                |
| 1866    | 1872      | Giuseppe Colombo                 |                                 | Sindaco                 |                |
| 1872    | 1882      | Luigi Canzi                      |                                 | Sindaco                 |                |
| 1882    | 1886      | Cesare Giudici                   |                                 | Sindaco                 |                |
| 1887    | 1887      | Luigi Rimoldi                    |                                 | Sindaco                 | Senza delibere |
| 1887    | 1903      | Pietro Antonio Napoleone Clerici |                                 | Sindaco e marchese      |                |
| 1903    | 1904      | Angelo Zaffaroni di Ambrogio     |                                 | Sindaco                 |                |
| 1905    | 1905      | Pietro Antonio Napoleone Clerici |                                 | Sindaco e marchese      |                |
| 1905    | 1905      | Cesare Marzorati                 |                                 | Sindaco                 |                |
| 1905    | 1908      | Domenico Borghi                  |                                 | Sindaco                 |                |
| 1908    | 1913      | Paolo Franco Clerici             |                                 | Sindaco                 |                |
| 1913    | 1915      | Angelo Zaffaroni di Melchiorre   |                                 | Sindaco                 |                |
| 1915    | 1920      | Aurelio Galli                    |                                 | Sindaco                 |                |
| 1920    | 1926      | Enrico Mauri                     |                                 | Sindaco                 |                |
| 1926    | 1928      | Aldo Raimondi                    |                                 | Podestà                 |                |
| 1950    | 1951      | Giulio Marconi                   |                                 | Commissario prefettizio |                |
| 1951    | 1964      | Giovanni Porro                   | Democrazia Cristiana            | Sindaco                 |                |
| 1964    | 1977      | Giuseppe Borghi                  | Democrazia Cristiana            | Sindaco                 |                |
| 1977    | 1985      | Alessandro Zoni                  | Democrazia Cristiana            | Sindaco                 |                |
| 1985    | 1990      | Giuseppe Pagani                  | Democrazia Cristiana            | Sindaco                 |                |
| 1990    | 1992      | Fernando Zoni                    | Democrazia Cristiana            | Sindaco                 |                |
| 1992    | 1993      | Andrea Magozzi                   | Partito Socialista Italiano     | Sindaco                 |                |
| 1993    | 1994      | Paola Traldi                     |                                 | Commissario prefettizio |                |
| 1994    | 2002      | Silvano Innocente Garbelli       | Lega Nord                       | Sindaco                 |                |
| 2002    | 2007      | Gregorio Dario Cattaneo          | Lega Nord                       | Sindaco                 |                |
| 2007    | 2012      | Silvano Innocente Garbelli       | Lega Nord                       | Sindaco                 |                |
| 2012    | 2022      | Ivano Campi                      | Insieme e Libertà per Gerenzano | Sindaco                 |                |
| 2022    | In carica | Stefania Castagnoli              | Insieme e Libertà per Gerenzano | Sindaco                 |                |

## Sport
- Gruppo Sportivo Gerenzano, Twirling
- Salus Gerenzano Calcio, Pallavolo, Basket e Altro
- Pallacanestro Gerenzano - Promozione
- No Look Gerenzano (Basket) - Uisp Varese
- C. M. Santa Cecilia - Majorette
- A.S.D. Club Subacqueo Atlantide
- A.S.D Gerenzanese calcio
- Sci Club Gerenzano
- Motoclub amatori 2 ruote
- Club ciclistico "Il Ciclo"
- Circolo botanico "Torvallo 420"

### Impianti sportivi

#### Palasport
In via Inglesina è presente un palasport, attualmente in gestione alla A.S.D. Salus Gerenzano, dove la polisportiva svolge alcune delle sue attività (pallavolo, gioco-sport…); all'interno del palasport sono presenti anche un servizio bar e un campo da Padel coperto.

#### Centro sportivo
Accanto al palasport è ubicato il centro sportivo comunale, dove la A.S.D Gerenzanese Calcio svolge le sue attività. Sono presenti un campo in erba naturale, dotato anche di tribuna coperta su uno dei lati più lunghi del campo, e uno in terra battuta, oltre a diversi campi da calcetto e un servizio bar, che si occupa anche della loro gestione e prenotazione.